# Васил Стоянов (поет)
Вижте пояснителната страница за други личности с името Васил Стоянов.
Васил Иванов Стоянов е български детски поет.

## Биография
Учи последователно в Ески Джумая, Котел и Лом, а след това завършва Шуменското педагогическо училище. Известно време работи като учител в село Бероново. През 1909 г. заминава за Нойщерлиц, Германия, където продължава образованието си и през 1911 г. завършва инженерство и архитектура. След завръщането си до 1929 година Стоянов работи във Велико Търново като асистент-инженер. Междувременно пише и публикува стихотворения за деца.
Първото му произведение, което вижда бял свят, е стихотворението „Пролет“, отпечатано в списание „Звездица“ през март 1900 г. Освен на „Звездица“ Стоянов сътрудничи и на списанията „Светулка“, „Детски свят“, „Детска радост“, „Дружинка“, „Славейче“.
Автор е на книгите:
- „Стихотворения за деца“ (1904)
- „У дома и на полето“ (1906)
- „Искрици“ (1907)
- „На припек“ (1930)
- „Кукуригу“ (1951)
- „Цигу-мигу“ (1955)
- „Дядови гатанки“ (1961)
- „Нова книжка“ (1962)

Васил Ив. Стоянов умира през 1962 г. Посмъртно излизат книгите му:
- „Хапе ли“ (1964, 1978)
- „Кой каквото ще да казва“ (1989)